# Портаикос
Портаико́с (греч. Πορταϊκός) — река в Греции, в периферийной единице Трикала в периферии Фессалия. Левый приток Пиньоса. Берёт исток в районе между деревнями Стурнарейка и Палеокарья, на восточных склонах гор Южный Пинд. Течёт на северо-восток мимо города Пили через проход между горами Итамос-Орос и Керкетион (Козиакас). До 1946 года была источником питьевой воды для города Пили. Впадает в Пиньос к юго-западу от города Трикала.
В византийский период город Пили назывался Мегали-Порта (Μεγάλη Πόρτα) или Мегале-Пиле (Μεγάλαι Πύλαι), также Мегалон-Пилон (Μεγάλων Πυλῶν), что означает «Великие врата». Топонимы Порта (Πόρτα от лат. porta) и Пили (от др.-греч. πύλη) означают «Врата». Оба названия (Порта и Пили) связаны с географическим положением города Пили.

## Мост Портаикос

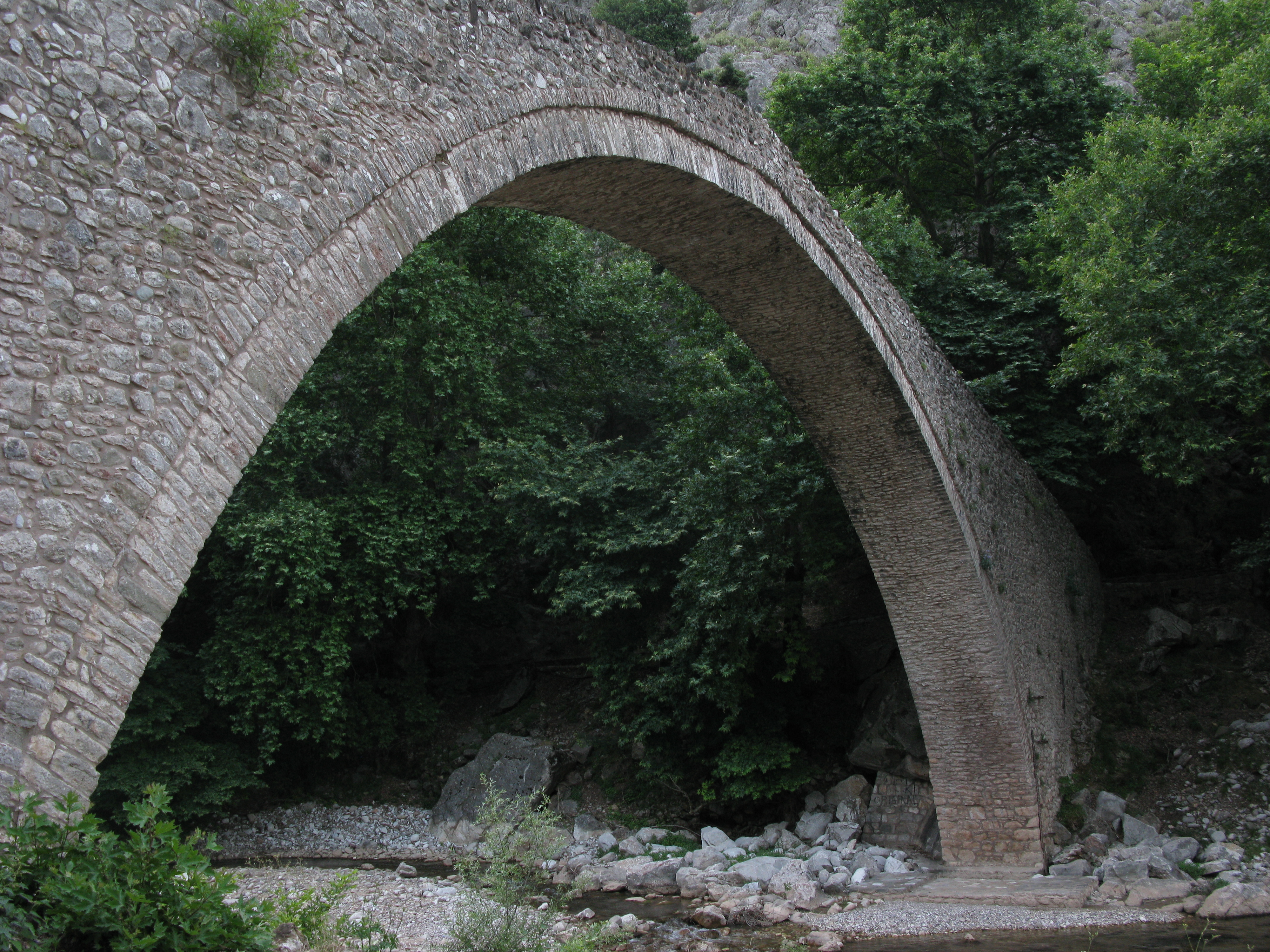
Мост Портаикос

Через реку в районе Пили перекинут каменный мост Портаикос периода турецкого владычества с арочным пролётом 28 м, бывший до 1936 года единственной дорогой, соединяющей Фессалийскую равнину с деревнями Пинда. В настоящее время это второй по величине мост в Фессалии, построенный до XX века. Строительство моста связывают со святителем Виссарионом (ок. 1490—1540/41), митрополитом Ларисским, который родился в городе Мегалон-Пилон (ныне Пили).